# Parioscorpio venator
Parioscorpio
Genre
Espèce
Parioscorpio venator, unique représentant du genre Parioscorpio, est une espèce fossile d'arthropodes à la position incertaine.

## Répartition
Cette espèce a été découverte à Waukesha dans la formation de Brandon Bridge (en) au Wisconsin aux États-Unis. Elle date du Télychien (Silurien), ce qui en fait le plus ancien scorpion connu, avec un âge entre environ 437,5 et 436,5 Ma (millions d'années).
Le plus ancien précédemment connu, Dolichophonus loudonensis, est daté d'un niveau stratigraphique plus récent dans le Silurien d’Écosse (Ludfordien), soit environ 425 Ma,.

## Description

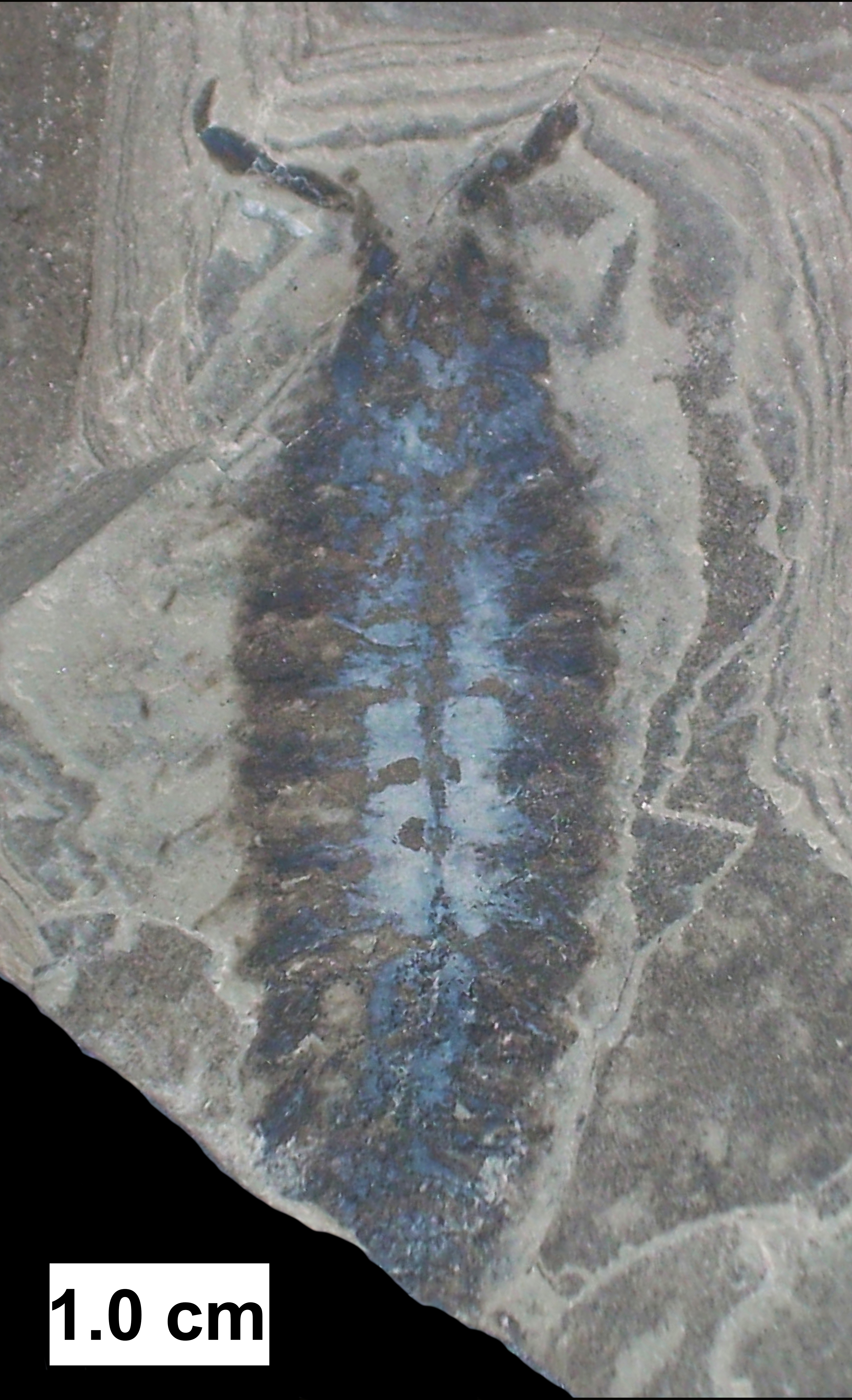
Parioscorpio venator

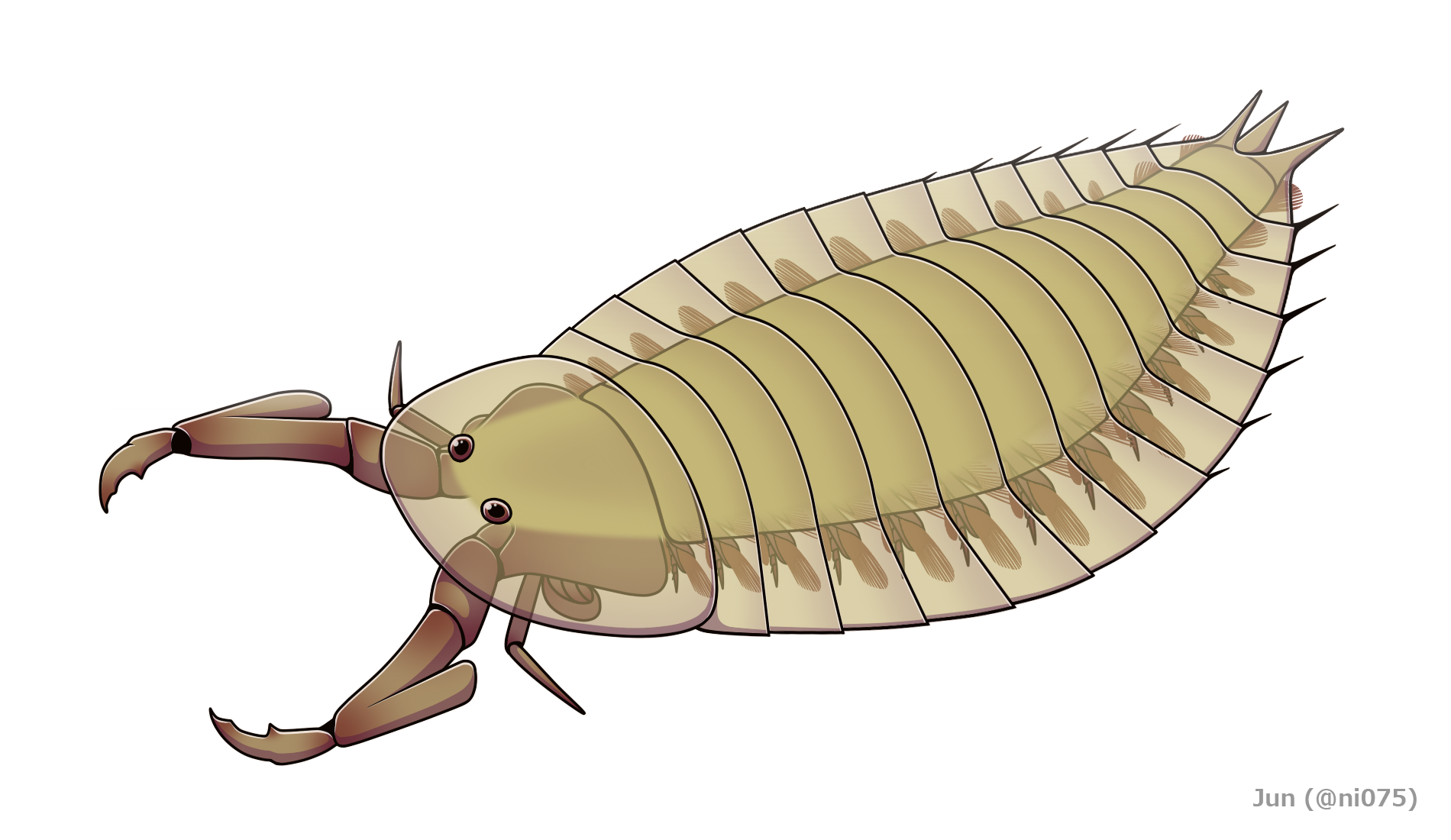
Dessin interprétatif de Parioscorpio venator

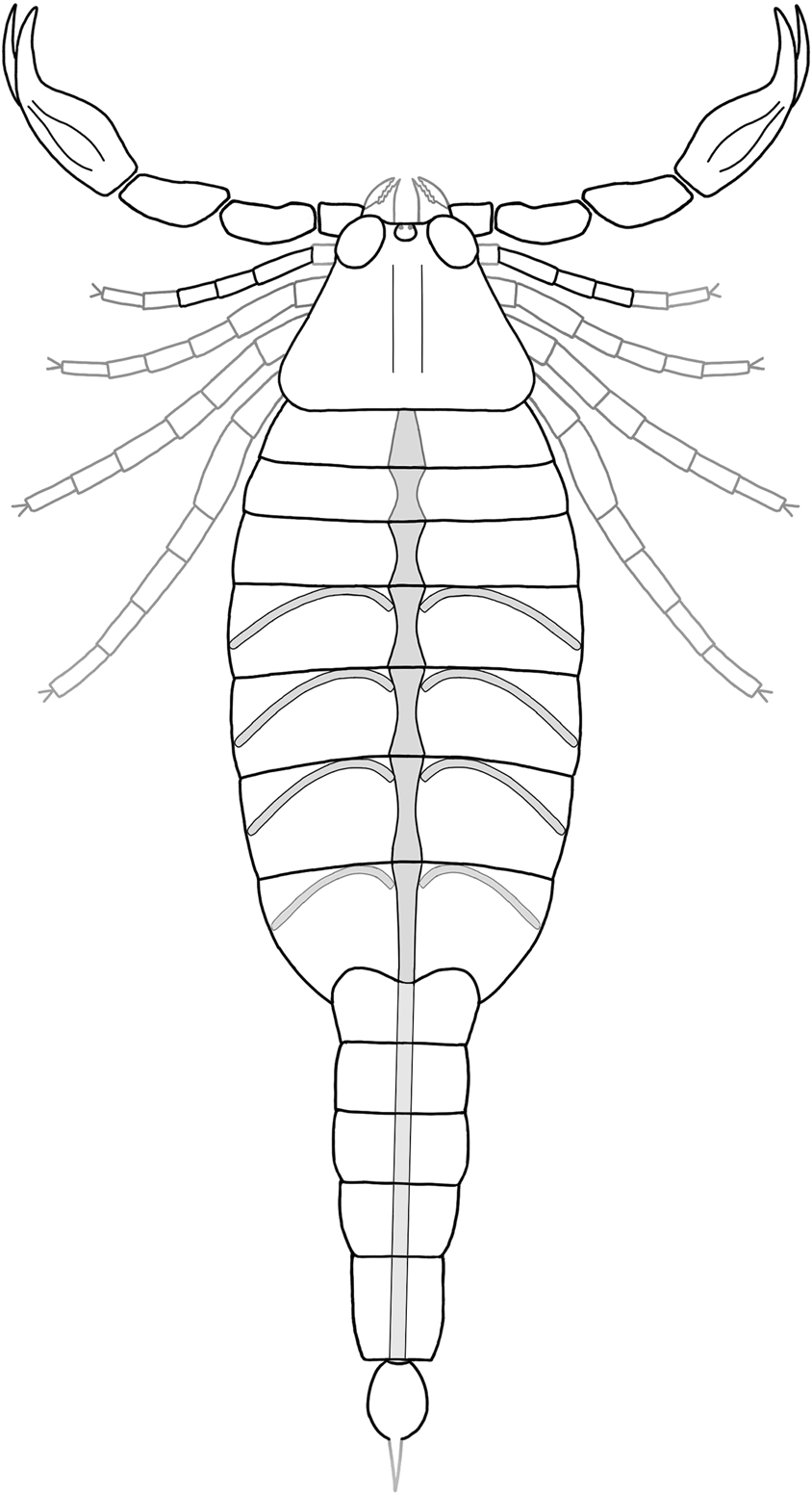
Dessin interprétatif de Parioscorpio venator montrant son système vasculaire interne

C'est un scorpion de petite taille avec une longueur de 2,5 centimètres. Il est caractérisé par un prosome sub-trapézoidal avec de grands yeux situés antéro-latéralement, et des pédipalpes de grande taille. Son mésosome (préabdomen) est beaucoup plus long que le métasome, il montre 7 tergites dorsales et 7 sternites ventrales.
Il se singularise parmi les scorpions primitifs par ses 7 sternites, alors que les autres genres de scorpions fossiles montrent une évolution durant l'intervalle Silurien - Carbonifère inférieur, vers 6 segments pour Eramoscorpius et Proscorpius du Silurien, puis seulement 5 segments pour Waeringoscorpio et Pulmonoscorpius du Dévonien et du début du Carbonifère.

## Paléoenvironnement
Parioscorpio a été découvert dans un fin niveau dolomitique laminé, déposé dans un milieu marin peu profond. Ce milieu de dépôt, proche des côtes, laisse toutefois une probabilité qu'il ait été transporté à partir de zones terrestres. 
Les « détails anatomiques conservés chez P. venator suggèrent que les changements physiologiques nécessaires pour s'adapter à une transition marine-terrestre chez les arachnides se sont produits au début de leur évolution ». Cependant les inventeurs du genre ne tranchent pas pour un milieu de vie entièrement terrestre pour ce scorpion.

## Systématique et taxinomie
Cette espèce a été décrite en 2020, sur la base de deux spécimens fossiles bien conservés, comme un scorpion primitif. En 2021, l’espèce est considérée comme groupe-couronne entre mandibulates et chélicérates.

## Publication originale
- (en) Wendruff, Babcock, Wirkner, Kluessendorf & Mikulic, « A Silurian ancestral scorpion with fossilised internal anatomy illustrating a pathway to arachnid terrestrialisation », Scientific Reports, 2020, vol. 10, no 14, p. 1-6 (lire en ligne) (correction).